# Снеговая линия (астрономия)
См. также: Снеговая линия (геология)
Снегова́я ли́ния — в астрономии и планетологии характеристика протопланетной системы звезды, расстояние от светила, на котором температура становится достаточно низкой для того, чтобы простые летучие соединения (такие как вода, аммиак, метан, молекулярные азот и хлор) сохранялись в твёрдом состоянии.
В зависимости от используемой теоретической модели используются различные значения температур, при которых в протопланетном диске создаются такие условия — порядка 140–170 К, если речь идёт о воде. Для текущей светимости Солнца этому соответствует расстояние 2,7–3,1 а.е., что примерно посередине между современными орбитами Марса и Юпитера, в поясе астероидов. Далее следуют снеговые линии углекислого газа, метана и, наконец, угарного газа. Последняя в нашей системе находится примерно на орбите Нептуна.
Затвердевшие частицы агломерируют в гранулы и становятся доступными для поглощения формирующимися космическими телами. Таким образом в Солнечной системе за границей водной снеговой линии образовались газовые гиганты. В настоящий момент можно наблюдать резкое увеличение доли сконденсировавшихся летучих соединений в составе твёрдых тел Солнечной системы на расстояниях, соответствующим снеговым линиям этих соединений.
Снеговой линией также называют расстояние, начиная с которого твёрдое состояние воды стабильно даже под воздействием прямых солнечных лучей. В нашей Солнечной системе это примерно 5 а.е. — чуть ближе орбиты Юпитера. То есть во внешнем поясе астероидов, где в начальный период существования Солнечной системы температура была ниже, а среда — гораздо менее прозрачной для солнечного излучения, мог образовываться лёд; и часть этого льда сохранилась до настоящего времени в местах, куда прямые солнечные лучи не доходят (под поверхностью, в кратерах). Когда же такие слои льда обнажаются, происходит их быстрое испарение. Так, на Церере, радиус орбиты которой — 2,77 а.е., испарение льда на полюсах практически не происходит, тогда как в кратере Оккатор (где недавно наблюдались утренние туманы) его скорость составляет 2 см/год
Снеговые линии можно наблюдать и в других звёздных системах, находящихся на стадии формирования.
Термин заимствован из понятия «снеговая линия» в геологии, где он обозначает уровень поверхности на нашей планете, выше которого происходит накопление атмосферных осадков в твёрдом виде, преобладающее над их таянием и испарением.